# 末広町 (太田市)
末広町（すえひろちょう）は、群馬県太田市にある地名（町丁）。郵便番号は373-0862。

## 概要
沢野地区にある町丁。

## 地理
南部を大泉町と接している。

### 近隣町丁
- 高林寿町
- 高林東町
- 古戸町
- 南矢島町

## 世帯数と人口
2022年（令和4年）3月31日現在の世帯数と人口は以下の通りである。
| 町丁   | 世帯数  | 人口   |
| ------ | ------- | ------ |
| 末広町 | 684世帯 | 1553人 |

## 交通

### 鉄道
町内に鉄道は通っていない。

### 道路
- 群馬県道142号綿貫篠塚線